# Јосиф Маржик
Јосиф Матеја Маржик (Спола, 17. јул 1844 — Краљево, 28. август 1933) био је српски лекар и војни официр чешкога порекла. Године 1876. је дошао у Србију, у којој је као као лекар помогао организовање санитетске службе у српској војсци током српско-турских ратова. Након завршетка борби, Јосиф Маржик је одлучио да остане у Србији. Највећи део свог живота провео је у Краљеву, где је и преминуо 1933. године.

## Детињство и образовање
Јосиф Маржик је рођен 17. јула 1844. године у месту Споли, код Табора, у Аустријском царству (данашња Чешка). Јосиф је имао пет старијих сестара и три старија брата. Његов отац Матеј је био земљорадник, а мајка Ана домаћица. Основну школу је завршио у родном месту, а гимназију и студије медицине у Прагу. Након завршетка студија 1876. године, Маржик је био асистент на једној прашкој гинеколошкој клиници, а потом је радио као лекар у дечијој болници Фрања Јосифа. Управо док је Маржик радио у овој дечијој болници добио је позив да се прикључи српској војсци, односно њеној санитетској служби.

## Служба у српској војсци
Након доласка у Србију, 11. јула 1876. године, Маржик је примљен као лекарски помоћник и послат је на службу у Београд. Почетком наредне године добио је премештај у Ужице, где је служио као лекар Ужичке бригаде. Током свог службовања у Ужицу, Маржик је често обилазио и војнике смештене у Пожеги и Ивањици. У току 1877. године Маржик је поднео молбу за добијање српског држављанства, што му је наредне године и одобрено. Иако је Маржик у току рата био млад лекар, активно је учествовао у организацији војног санитета.
Када су ратна дејства била обновљена 1. децембра 1877. године, Маржик је био санитетски поручник и командир санитетског одељења I Ужичке бригаде, стациониране на Јаворској позицији. Санитетска служба српске војске није била довољно развијена и имала је свега четвртину неопходног броја особља. По окончању рата Маржик одлази у Рашку, где је у августу 1878. године била формирана II пољска болница и он постаје њен први лекар и командир. За учешће у рату Маржик је добио прву српску ратну споменицу, као и орден Друштвеног крста.
Маржик је у току 1878. године поднео молбу да добије премештај у оне области које су Србији припале након Берлинског конгреса. Молба је била одобрена и он крајем 1878. године одлази у Лесковац. Војне власти су Маржика оцениле као врло предузимљивог и способног лекара. У ово време Маржик је већ добро говорио српски језик и служио се ћириличним писмом, што потврђује његова писма. Поред српског и чешког, говорио је и руски, немачки, а служио се и француским, латинским и грчким.
Маржик је у Лесковцу радио као трупни лекар, у пратњи 8. батаљона. Убрзо је постао управник болнице, а често је био и њен једини лекар. Војни лекари су у Лесковцу извршили и прву вакцинацију становништва против великих богиња. Током боравка у Лесковцу, Маржик је одбио позив Министарства унутрашњих дела да прихвати службу у Прокупљу због личне несигурности која је владала у том крају.

## Долазак у Краљево
Године 1881. Маржик одлази у Бреславу (данашњи Вроцлав) како би положио додатне испите на тамошњем медицинском факултету и био промовисан за доктора медицинских и хируршких наука. Након повратка у Београд очекивао је да добије чин капетана, што му је било обећано у Министарству војном пре одласка. Међутим, неспоразум је настао око полагања овог испита и нострификације дипломе. Овај неспоразум, али и Маржикова упорност затворили су му пут ка чину пуковника. Поред тога, у овом периоду држава је фаворизовала младе лекаре српског порекла на штету странаца. Маржик је био разочаран, сматрајући да су заслуге лекара пореклом из иностранства за оснивање војног санитета у Србији на овај начин заборављене. Управо у овом периоду, док је очекивао нови, виши чин, Маржик добија нови премештај и одлази за Карановац (данашње Краљево).
Маржик је у Карановац стигао новембра 1881. године и преузео је дужност лекара карановачког гарнизона. Крајем исте године добио је и сагласност за отварање лекарске праксе, највероватније приватне. Годину дана касније, 1882. године отоврена је и Ратарска школа, а Маржик је постао први школски лекар. Након четири године службе, Маржик је 1885. године поднео захтев да му се уважи оставка. Прави разлог није познат. Могуће је да је оставка била последица његовог незадовољства јер му није био додељен чин капетана, али и његове намере да се ожени. Наиме, Маржик је 1885. године добио премештај у Пожегу, што му због планиране женидбе није одговарало. Јосиф Маржик се оженио Ангелином Протић 27. априла 1885. године. Ангелина је била ћерка Тимотија Протића, трговца из Карановца, и његове супруге Милке. Ангелина је била рођена 27. августа 1863. године. Кум на венчању је био др Ђорђе Радић, управник Ратарске школе.
Маржик је поново примљен у војну службу у мају 1885. године, а потом је био постављен за помоћника команданта V дивизијске санитетске чете Моравске дивизије. Са Моравском дивизијом Маржик одлази на подручје Власине и учествује у Српско-бугарском рату. Након закључења мира 1886. године, др Маржик се враћа у Краљево. Купивши зграду од свог таста, Маржик је поднео захтев за добијањем механског права како би у овој згради могао отворити кафану. Из преписке која је пратила овај захтев сачуван је нацрт из кога се види да је кућа др Маржика била смештена у Улици краља Милана (данашњој Омладинској улици). Маржик је одобрење добио 29. маја 1887. године и у згради коју је купио од свог таста у Главној чаршији отворио је кафану Златни Праг.

## Женидба Елеонором Колиаш
Две године након венчања Ангелина и Јосиф добијају ћерку Десанку. Међутим, 26. септембра 1888. године Ангелина умире од туберкулозе, баш као и њен отац Тимотије. Иако га је смрт супруге тешко погодила, Маржик наставља да ради као лекар. Као припадник српске војске учествује у свечаном дочеку младог краља Александра Обреновића, који је требало да буде миропомазан у Жичи. У току 1890. године Маржик купује две куће у Првом карановачком сокаку (данашња Улица цара Лазара). У тим кућама је до 1890. године била смештена привремена војна болница. Наредне године, 1891, Маржик добија 40 дана одсуства и одлази у Чешку, први пут од свог доласка у Србију. Током боравка у Чешкој, Јосиф Маржик је упознао двадесетчетворогодишњу Елеонору Колиаш, пореклом из угледне грађанске поордице у Требичу. Елеонорин отац Јосиф је био обућар, а мајка Катерина домаћица. Венчање је обављено 9. јуна 1892. године у Требичу, а након венчања Елеонора са својим мужем долази у Краљево.
У периоду након женидбе, др Маржик је наставио да обавља дужност пуковског лекара у Краљеву (све док 1897. године пук није био пресељен у Крагујевац), као и дужност управника привремене војне болнице и школског лекара Ратарске школе. Крајем 1893. године Елеонора и Јосиф Маржик су добили сина, који је понео очево име, али је дечак поживео свега 15 дана. Две године касније пар је добио ћерку Марију, а потом 11. јула 1896. године сина Владислава. У августу 1896. године Маржик је одликован орденом Светог Саве V реда, а претходно је добио и ратну споменицу за учешће у рату са Бугарском. Међутим, нова несрећа је погодила породицу у децембру исте године, када је преминула мала Марија. Маржикови су касније добили још две девојчице: Станислава је рођена 26. марта 1898. године, а њена сестра Верослава 9. септембра 1904. године.

## Пензионисање и смрт
Дугоочекивани чин капетана др Јосиф Маржик добио је 3. новембра 1898. године. Указом краља Александра Обреновића Маржику је додељена титула почасног санитетског капетана II класе, са правом ношења униформе тог чина. Ове године издат је и указ о Маржиковом пензионисању, али он је у пензију отишао тек три године касније. Почетком 1899. године Маржик је, заједно са свим учесницима ратова 1876, 1877/8. и 1885/6. одликован сребрном медаљом. Поред овог одликовања, он је 1901. године одликован и Медаљом за војничке врлине.
Каријера др Маржика у санитетској служби српске војске окончана је његовим пензионисањем 18. новембра 1901. године. Како Маржику нису били признати испити са Прашког универзитета, добио је релативно малу пензију. Маржик је наставио да ради као општински лекар и као лекар у Ратарској школи. У овом периоду др Маржик је учествовао у многим друштвеним збивањима, па је између осталог био и потписник захтева да се отвори гимназија у Краљеву. У време Балканских ратова др Маржик је активно помагао рад војне болнице у Краљеву, због чега је био одликован Златном медаљом за ревносну службу, као и ратном споменицом. Маржик је наставио да ради у болници и током аустријске окупације Краљева у Првом светском рату. Добио је задатак од представника српског војног санитета да брине о рањенима и болеснима и да од Аустријанаца тражи да поштују међународно хумано право за болесне и рањене.
Након рата Маржик је и даље радио као општински лекар, а у Гимназији је хонорарно предавао предмете хигијену и латински језик. Крајем 1921. године продао је кафану Златни Праг са пекаром, шталом и собама за ноћење Јелесију Васовићу, уз услов да кафана не мења име. Маржик је по други пут остао удовац 1922. године, након изненадне смрти супруге Елеонора од срчаног удара. Маржик је у наредном периоду престао да ради као лекар и највећи део времена је проводио са породицом. Преминуо је 28. августа 1933. године. Сахрањен је у породичној гробници на краљевачком гробљу. На надгробном споменику, у горњем десном углу уклесане су почетне речи чешке химне Kde domov muj? (Где ми је дом?)